# Laosicheng
Laosicheng (chinês simplificado: 老司城, pinyin: Lǎosīchéng) é um sítio arqueológico na vila de Sicheng no condado de Yongshun, província de Hunan. É um dos três sítios Tusi designados pela UNESCO como Patrimônio Mundial, em 3 de julho de 2015.
Laosicheng cobre uma área total de 25 quilómetros quadrados, a sua zona central tem uma área de mais de 250.000 metros quadrados, num traçado urbano de redes rodoviárias e sistemas de drenagem. As relíquias desenterradas incluíam o Salão do Patriarca, o Templo do Patriarca do clã Peng, os túmulos dos chefes Tusi, ruas antigas, antigas muralhas da cidade, arcos memoriais, sinos de bronze e cavalos de pedra.